# هيياجيرو
هيياجيرو (باليابانية: 冷や汁) هو حساء بارد بنكهة الميسو يحتوي على مكونات متنوعة ويقدم في فصل الصيف. 
يحضر «هيياجيرو» باستخدام قطع من سمك الإسقمري والتوفو المخلوطين مع بعض مكونات الزينة مثل الخيار والزنجبيل والسمسم.

## نبذه تاريخيه
هذا الطبق القديم جاء ذكره في وثيقة يعود تاريخها إلى عصر إقطاعية أو شوغونية كاماكورا التي تم تأسيسها شرقي اليابان في الفترة ما بين أواخر القرن الثاني عشر والنصف الأول من القرن الرابع عشر. ونظرا لكونه سهل التحضير فقد كان هيياجيرو يحظى بشعبية كبيرة بين المزارعين العاملين في الحقول. ووصفة هيياجيرو هذه هي وصفة تقليدية يعود أصلها إلى محافظة مييازاكي جنوب غربي اليابان. ومازال الناس في جل أرجاء اليابان يتناولون هيياجيرو. كما أن مكوناته تختلف من منطقة إلى أخرى. ففي محافظة سايتاما القريبة من توكيو على سبيل المثال يستخدمون شعرية الأودون أو شعرية السومين الرفيعة جدا والمصنوعة من الدقيق بدلا من الأرز ويقومون بغمس الشعرية في الحساء.
أما في محافظة إيهيميه غربي اليابان فهيياجيرو يحتوي على سمك الأبراميس الذي تشتهر به المنطقة أما الزينة فيدخل فيها شيء آخر تتميز به المدينة ألا وهو قشر برتقال اليوسفي.

## المكونات
- سمكة إسقمري
- توفو
- ملح
- زيت الطهي
- السمسم
- عجين الميسو
- ماء
- خيار
- زنجبيل
- أرز

## طريقة الطهي
- ضعوا السمكة على لوح التقطيع. اضغطوا على الزعانف الصدرية على مقربة من الرأس وأنتم تقطعون الرأس والزعانف بالسكين.
- أدخلوا السكين في الجزء الأدنى من البطن وافتحوه وأخرجوا الأحشاء باستخدام أظافركم.
- اغسلوا داخل بطن السمكة وأيضا خارجها بالماء للتخلص من الدم والأحشاء. جففوا السمكة بعناية بورق المطبخ ثم رشوها من الجانبين بالقليل من الملح.
- سخنوا مقلاة على نار متوسطة ثم اسكبوا فيها الزيت. عندما يغطي الزيت سطح المقلاة بالكامل ضعوا السمكة على أحد جوانبها وغطوا المقلاة. اتركوها تشوى لمدة ثلاث دقائق حتى تتحمر قليلا.
- عندما يتحمر الجانب الأول بشكل خفيف اقلبوا السمكة إلى الجهة المقابلة وغطوا المقلاة وخفضوا مستوى النار. اشووها لمدة سبع دقائق إضافية حتى تطهى بشكل كامل.
- ضعوا السمكة في صحن وتخلصوا من الشوك أو العظام. بدءا من المكان الذي أخرجتم منه الأحشاء افردوا السمكة باستخدام السكين.
- ارفعوا العمود الشوكي الذي يمتد على طول ظهر السمكة من النهاية التي كانت متصلة بالرأس وتخلصوا منه. كذلك تخلصوا من الأشواك الأخرى الصغيرة والزعانف الخلفية بعناية.
- بعد التخلص من الأشواك فتتوا السمكة ولكن ليس كثيرا. ولا حاجة أيضا للتخلص من الجلد.
- حمروا السمسم الأبيض. ضعوا السمسم في مقلاة ليتحمص على نار متوسطة. بمجرد أن تسخن المقلاة أطفئوا النار وحركوا السمسم بملعقة مسطحة. ضعوا السمسم بعد ذلك في هاون من الفخار وابدأوا بسحقه باستخدام مدقة خشبية.
- لا حاجة لسحق حبوب السمسم بشكل كامل. اطحنوها بخشونة لكي تحتفظ ببعض من شكلها.
- أضيفوا السمك الذي تم تفتيته مع جلده إلى السمسم في الهاون واستمروا في عملية الطحن.
- أضيفوا معجون الميسو وواصلوا عملية الطحن. قوموا بتمييع الخليط أو جعله سائلا بإضافة الماء الحار إليه على مرحلتين واخلطوا الكل جيدا. بردوا الحساء في الثلاجة.
- قطعوا التوفو إلى ثلاث حصص متساوية واسلقوه في الماء الحار لمدة دقيقة واحدة.
- بعد ذلك ضعوه في مصفاة واتركوه يبرد. مزقوه باستخدام أصابعكم إلى قطع صغيرة حجم كل منها سنتيمتر واحد تقريبا.
- قطعوا الخيار إلى دوائر رفيعة سمك كل منها ميليمتر واحد تقريبا. قشروا الزنجبيل وقطعوه إلى شرائط رفيعة جدا.
- أخرجوا الحساء المبرد من الثلاجة وأضيفوا إليه التوفو وزينوه بالخيار والزنجبيل قبيل التقديم.